# Кубик, Диониз
Диониз Кубик (словацк. Dionýz Kubík, 23 июля 1749 года, Нитра — † 17 сентября 1811 года, Приевидза) — словацкий поэт и собиратель народной словесности.

## Биография
Учился в нескольких учебных заведениях Словакии (Брезно, Крупина, Приевидза, Нитра, Тренчин, Банска-Штьявница, Сабинов), а также в Венгерском городе Веспрем. Работал учителем средней школы в городе Банска-Штьявница, но из-за серьёзных проблем со здоровьем (ревматизм и проблемы с сердцем) был вынужден уйти в монастырь города Прьевидза, где и умер.

## Творчество
Собирал латинские и словацкие народные песни и стихи. Из трёх изданных им сборников песен сохранились только два (один словацкий и один латинский), причём словацкий сборник является наиболее полным сохранившимся сборником песен из составленных с конца XVIII века. Содержит шутливые, иронические, сатирические, натуралистические песни, а также в меньшей степени песни на серьёзные темы и социальные песни. В латинском сборнике собраны, в частности, торжественные стихи, а также застольные, студенческие и разбойничьи песни. Оба труда хранятся в Литературном архиве Матицы словацкой в словацком городе Мартин.

## Произведения
- 1791 — Slovenské piesne (Cantiones slavonicae), сборник словацких народных песен и стихов
- 1795 — Knižočka piesní (Libellus cantionum), латинские песни и стихи